# Rinascita Volley '78 Lagonegro
La Rinascita Volley '78 Lagonegro è una società pallavolistica maschile italiana con sede a Lagonegro: milita nel campionato di Serie A3.

## Storia
La Rinascita Volley '78 Lagonegro viene fondata nel 1978 e partecipa inizialmente a campionati locali arrivando a disputare tra gli anni ottanta e novanta la Serie C1.
Accede alla Serie B2 nella stagione 2008-09 dopo la vittoria della Serie C: rimane nella quarta divisione del campionato nazionale per sei stagioni: nell'annata 2013-14, dopo il secondo posto in regular season, vince i play-off promozione ottenendo la promozione in Serie B1, categoria dove debutta nella stagione 2014-15.
Nella stagione 2015-16 chiude la regular season al terzo posto: accede quindi ai play-off promozione, venendo poi sconfitta nella serie finale. A seguito della rinuncia di alcune squadre viene ripescata in Serie A2, dove esordisce per il campionato 2016-17. Al termine della stagione 2018-19 retrocede in Serie A3: tuttavia viene ripescata nella serie cadetta per l'annata successiva. 
Nella stagione 2021-2022 accede per la prima volta ai play-off per la promozione in Superlega, dove viene sconfitta ai quarti di finale dall'Olimpia Bergamo. L'annata successiva terminando la stagione al 13º posto in classifica retrocede in Serie A3.

## Rosa 2022-2023
| N° | Nome                      | Ruolo | Data di nascita  | Nazionalità sportiva |
| -- | ------------------------- | ----- | ---------------- | -------------------- |
| 1  | Andrea Orlando Boscardini | C     | 25 gennaio 2001  | Italia               |
| 2  | Manuel Biasotto           | C     | 26 febbraio 2001 | Italia               |
| 3  | Marco Izzo                | P     | 17 novembre 1994 | Italia               |
| 4  | Omar El Moudden           | L     | 11 ottobre 2002  | Italia               |
| 5  | François Lecat            | S     | 19 aprile 1993   | Belgio               |
| 6  | Marco Rocco Panciocco     | S     | 3 novembre 1999  | Italia               |
| 7  | Mohamed Azaz El Saidy     | S     | 29 agosto 2006   | Italia               |
| 8  | Morgan Biasotto           | S     | 17 febbraio 2003 | Italia               |
| 9  | Roberto Mastrangelo       | P     | 4 agosto 1988    | Italia               |
| 10 | Paolo Bonola              | C     | 25 giugno 1992   | Italia               |
| 11 | Wagner da Silva           | S     | 29 aprile 1993   | Brasile              |
| 12 | Andrea Di Carlo           | L     | 12 febbraio 1999 | Italia               |
| 15 | Stefano Armenante         | S     | 10 agosto 1999   | Italia               |